# Maurice (Iowa)
Pour les articles homonymes, voir Maurice.
Maurice est une ville du comté de Sioux, en Iowa, aux États-Unis. Elle est fondée en 1882 et incorporée le 23 mai 1891.

## Source de la traduction
- (en) Cet article est partiellement ou en totalité issu de l’article de Wikipédia en anglais intitulé « Maurice, Iowa » (voir la liste des auteurs).